# Charles Calvert, V barone Baltimore
Charles Calvert, V barone Baltimore (29 settembre 1699 – Epsom, 24 aprile 1751), è stato un nobile e politico irlandese.

## Biografia
Charles Calvert era il figlio maggiore di Benedict Calvert, IV barone Baltimore, e di sua moglie, Charlotte Lee. La nonna Charlotte Lee, contessa di Lichfield, era la figlia illegittima di Carlo II, dalla sua amante Barbara Palmer, la prima duchessa di Cleveland.
Come il resto della sua famiglia di Calvert, Charles era stato educato come un cattolico ma fu ritirato dalla scuola dei gesuiti quando suo padre si convertì all'anglicanesimo, in gran parte per motivi politici. Da allora il padre e il figlio avrebbero seguito la Chiesa d'Inghilterra, portando al disgusto Charles Calvert, III barone Baltimore, che era un sostenitore della fede cattolica, nonostante gli inconvenienti politici, fino alla sua morte nel 1715.

## Carriera
Nel 1688, nove anni prima di Charles Calvert (1699-1751), la famiglia Calvert aveva perso il suo titolo nella provincia di Maryland, a seguito degli eventi della Gloriosa rivoluzione. Nel 1715, quando Charles aveva quindici anni, il nonno passò il suo titolo e la sua richiesta sul Maryland a suo figlio Benedict. Benedict, immediatamente, ha invitato Giorgio I al restauro del titolo della famiglia sul Maryland ma, prima che il re potesse regolare la petizione, Benedict Calvert morì, appena due mesi dopo suo padre, passando il suo titolo a sua volta a suo figlio Charles. Charles Calvert si trovò ben presto, a soli quindici anni, nella fortunata posizione di avere il titolo proprietario della sua famiglia sul Maryland restaurato dal re.
Nel 1721 ha assunto il controllo della colonia del Maryland, anche se ha nominato suo cugino Charles Calvert, come governatore.
Nel 1722, Calvert si trovò in difficoltà finanziarie e vendette Kiplin Hall, la casa di famiglia dal 1620, al secondo marito di sua madre (suo patrigno) Christopher Crowe per £ 7,000 (circa £ 550.000), acquistato come eredità storica per lo Stato del Maryland dall'Università del Maryland.
Nel 1727 Lord Baltimore nominò suo fratello Benedict Leonard Calvert, governatore della colonia, sostituendo il cugino. La consegna del potere da cugino a cugino non è andata del tutto liscia. Il capitano Calvert ha insistito nel ricevere del cinquanta per cento del dazio del tabacco da tre pence, che era la sua causa prevista dalla legislazione.
Purtroppo, la salute di Benedict era cagionevole e morì di tubercolosi il 1 giugno 1732, mentre si recava in Inghilterra. Fu succeduto da Samuel Ogle sotto il quale il Maryland si impegnò in una controversia di confine con la Pennsylvania. Molti coloni sono stati presi prigionieri da entrambe le parti e Penn ha inviato un comitato al governatore Ogle per risolvere la situazione. Il disprezzo è scoppiato nel territorio controverso e Ogle ha fatto appello al re per la risoluzione.

### Viaggio in Maryland
Di fronte a questa situazione, Charles ha navigato in Maryland e ha assunto personalmente la carica della colonia nel 1732, diventando per un breve periodo governatore a suo diritto. Il suo scopo era quello di risolvere la controversia con la Pennsylvania, oltre a risolvere altre questioni urgenti.
Purtroppo per i coloni del Maryland, Charles era intenzionato ad accettare una soluzione della controversia territoriale con la Pennsylvania. Dopo aver realizzato la scala del suo inganno, Lord Baltimore rinunciò all'accordo, ma nel 1735 Penn ha avviato un processo presso la Corte di Cancun a Londra per far rispettare la conformità. I procedimenti sindacali furono notoriamente lenti e un verdetto finale venne raggiunto solo nel 1750, quando Lord Chancellor Hardwicke si espresse a favore della Pennsylvania.

### Ritorna in Inghilterra
Nel 1732 Calvert tornò in Inghilterra, lasciando di nuovo il governo del Maryland nelle mani del governatore Samuel Ogle e perseguì una carriera di successo nella politica inglese. Era un membro della Royal Society e un amico di Frederick Louis che fu principe di Galles e figlio maggiore di Giorgio II d'Inghilterra. Era Gentleman of the Bedchamber del principe di Galles (1731-1747), è stato eletto membro del Parlamento per St Germain (1734-1741), e per Surrey (1741-1751). È stato Lord dell'Ammiragliato (1742-1744) e supervisore generale del Ducato di Cornovaglia (1747-1751). Inoltre è stato Cofferer of the Household della famiglia al principe del Galles (1747-1751).
Calvert è riuscito a sedersi nella Camera dei Comuni come membro del Parìa irlandese.

## Matrimonio
Sposò, il 20 luglio 1730, Mary Janson (?-25 marzo 1770), figlia di Theodore Janson. Ebbero tre figli:
- Frederick Calvert, VI barone Baltimore (6 febbraio 1731-4 settembre 1771);
- Caroline Calvert (1745-26 aprile 1763), sposò Sir Robert Eden, ebbero un figlio;
- Louisa Calvert, sposò John Browning[11], non ebbero figli.

Charles aveva anche un figlio illegittimo, Benedict Swingate Calvert. L'identità di sua madre non è chiara, ma HS Lee Washington, scrivendo nel registro della società genealogica della Nuova Inghilterra nel luglio del 1950, suggerisce che era Melusina von der Schulenburg, contessa di Walsingham. Melusina era figlia di Giorgio I d'Inghilterra e della sua amante Melusine von der Schulenburg, duchessa di Kendal.

## Morte
Morì il 24 aprile 1751. Gli successe il figlio Frederick. A differenza di suo padre, Frederick non era molto interessato alla politica, trattando le sue proprietà, tra cui il Maryland, come mere fonti di entrate per indulgere i suoi appetiti, che erano notevoli. Nel 1776 il Maryland entrò a far parte degli Stati Uniti, perdendo il controllo della loro colonia.
Il ritratto di Charles Calvert, insieme a quelli degli altri Baroni Baltimore, si trova ancora oggi nell'Enoch Pratt Free Library a Baltimora, la città che porta il suo nome.
La bandiera ufficiale dello Stato del Maryland, unico tra i cinquanta stati, porta ancora oggi le insegne dei Baroni Baltimore.